# Onthophagus ahenicollis
Onthophagus ahenicollis é uma espécie de inseto do género Onthophagus da família Scarabaeidae da ordem
Coleoptera.

## História
Foi descrita cientificamente pela primeira vez no ano 1902 por D'Orbigny.